# فلامینیا یاندولو
فلامینیا یاندولو (ایتالیایی: Flaminia Jandolo؛ ‏ ۱۱ فوریهٔ ۱۹۳۰ – ۲۲ مهٔ ۲۰۱۹) بازیگر، صداپیشه و مدیر دوبلاژ اهل ایتالیا بود.
او دختر نویسندهٔ ایتالیایی «رینا د فلیچی» است و کارش را در اوایل دههٔ ۱۹۵۰ میلادی در شبکهٔ رادیویی رای شروع کرد و سپس به‌عنوان دوبلور، برای هنرپیشگانی چون بریژیت باردو، جین سیمونز، جوآن پلورایت، جوآن وودوارد، مگی اسمیت و دبی رینولدز وارد عرضهٔ دوبله و صداپیشگی شد.